# Alexander Mackintosh
Alexander C. Mackintosh (ur. ?, zm. ?) – amerykański golfista, olimpijczyk z Saint Louis.
Mackintosh startował jedynie na Igrzyskach Olimpijskich w Saint Louis w 1904 roku. Podczas tych igrzysk reprezentował swój kraj w zawodach indywidualnych mężczyzn. W pierwszej części eliminacji uzyskał 102 punkty, a w drugiej zdobył 105 punktów, a łącznie zgromadził ich 207. Wynik ten dał mu 60. miejsce eliminacji (do Ralpha McKittricka (zwycięzcy eliminacji) stracił 44 punkty), lecz do następnej fazy eliminacji awansowało jedynie 32 golfistów, a tym samym Mackintosh odpadł z rywalizacji, kończąc udział w igrzyskach na eliminacjach.